# Rhagades predotae
Rhagades predotae là một loài bướm đêm thuộc họ Zygaenidae. Nó được tìm thấy ở miền trung, nam và đông Tây Ban Nha.
Chiều dài cánh trước là 9–10 mm đối với con đực và con cái. Con trưởng thành bay vào ban ngày.
Ấu trùng ăn các loài Prunus spinosa và Pyrus bourgeana.